# Charles Hamelin
Charles Hamelin (Lévis, 14 april 1984) is een Canadees shorttracker. Hij won drie olympische titels en vele medailles op wereldkampioenschappen.

## Carrière
Tijdens de Olympische Winterspelen 2006 in Turijn won Hamelin met het Canadese aflossingsteam zilver op de 5000 meter aflossing. Vier jaar later, tijdens de Olympische Winterspelen 2010 in Vancouver won hij met het Canadese aflossingsteam de olympische titel en won ook olympisch goud op de 500 meter. Bij het Shorttrack op de Olympische Winterspelen 2014 won hij de 1500 meter waarmee zijn aantal olympische titels op drie en medailles op vier kwam. Tijdens de Olympische Winterspelen 2022 won hij het goud op de aflossing, waarmee hij zijn vierde olympische titel won.
Op het wereldkampioenschap in 2006 won hij de superfinale, daarnaast won hij brons op de 1000 meter én goud op de aflossing. In de jaren daarna eindigde hij meerdere malen op het podium van het wereldkampioenschap, in 2007 en 2011 won hij zilver en in 2009, 2013 en 2014 brons. Verder won hij twee keer de 500 meter (2007 en 2009), de 1000 meter in 2016, de 1500 meter in 2014 en nog enkele malen de aflossing.
In 2005 werd Hamelin verkozen tot Canadees shorttracker van het jaar. Een jaar eerder kreeg hij de Rising Star Award uitgereikt van de Quebec Speed Skating Federation.

## Persoonlijke records
| Afstand    | Tijd     | Datum             | Baan        |
| ---------- | -------- | ----------------- | ----------- |
| 500 meter  | 40,091   | 7 februari 2016   | Dresdenseum |
| 1000 meter | 1.21,961 | 15 september 2012 | Calgary     |
| 1500 meter | 2.09,098 | 10 december 2011  | Shanghai    |
| 3000 meter | 4.42,090 | 14 maart 2009     | Heerenveen  |

## Resultaten
| jaar | WK individueel               | WK teams               | Olympische Spelen                      | Wereldbeker              | WK junioren                    |
| ---- | ---------------------------- | ---------------------- | -------------------------------------- | ------------------------ | ------------------------------ |
| 2002 |                              |                        |                                        |                          | 8e · (4, 9, 14, -) · aflossing |
| 2003 |                              |                        |                                        |                          | 4e · (, 4, , 5) · aflossing    |
| 2004 | 4e aflossing                 | klassement             | 55e klassement · (32 1000m, aflossing) |                          |                                |
| 2005 | 4e · (, 4, 5, 4) · aflossing | klassement             | 5e klassement · ( 500m, aflossing)     |                          |                                |
| 2006 | 4e · (5, , 7, ) · aflossing  | klassement · aflossing | 4e 1500m · aflossing                   | (5e 1500m, 4e aflossing) |                                |
| 2007 | · (, , -, 4) · aflossing     | klassement             |                                        |                          |                                |
| 2008 | 6e · (, 4, -, 5) · aflossing | klassement             |                                        |                          |                                |
| 2009 | · (, 15, 19, )               | klassement             |                                        |                          |                                |
| 2010 | 7e (4, 9, 18, 4)             | klassement             | 500m · 4e 1000m · 7e 1500m · aflossing |                          |                                |
| 2011 | · (9, , , ??) · aflossing    | klassement             |                                        |                          |                                |
| 2014 |                              |                        | 1500m                                  |                          |                                |
| 2018 | · (5, , , 4) · aflossing     |                        | 1500m: DQ                              |                          |                                |
| 2022 |                              |                        | aflossing                              |                          |                                |

- = geen deelname
(#, #, #, #) = afstandspositie op seniorenkampioenschap (500m, 1000m, 1500m, 3000m) of op juniorenkampioenschap (500m, 1000m, 1500m, superfinale 1500m).
1976: Alan Rattray · 
1977: Gaétan Boucher · 
1978: James Lynch · 
1979: Hiroshi Toda · 
1980: Gaétan Boucher · 
1981: Benoît Baril · 
1982: Guy Daignault · 
1983: Louis Grenier · 
1984: Guy Daignault · 
1985: Toshinobu Kawai · 
1986: Tatsuyoshi Ishihara · 
1987: Toshinobu Kawai/Michel Daignault · 
1988: Peter van der Velde · 
1989: Michel Daignault · 
1990: Lee Joon-ho · 
1991: Wilf O'Reilly · 
1992: Kim Ki-hoon · 
1993: Marc Gagnon · 
1994: Marc Gagnon · 
1995: Chae Ji-hoon · 
1996: Marc Gagnon · 
1997: Kim Dong-sung · 
1998: Marc Gagnon · 
1999: Li JiaJun · 
2000: Min Ryoung · 
2001: Li JiaJun · 
2002: Kim Dong-sung · 
2003: Ahn Hyun-soo · 
2004: Ahn Hyun-soo · 
2005: Ahn Hyun-soo · 
2006: Ahn Hyun-soo · 
2007: Ahn Hyun-soo · 
2008: Apolo Anton Ohno · 
2009: Lee Ho-suk · 
2010: Lee Ho-suk · 
2011: Noh Jin-kyu · 
2012: Kwak Yoon-gy · 
2013: Sin Da-woon · 
2014: Viktor An · 
2015: Sjinkie Knegt · 
2016: Han Tianyu · 
2017: Seo Yi-ra · 
2018: Charles Hamelin · 
2019: Lim Hyo-jun · 
2021: Shaoang Liu ·
2022: Shaoang Liu
1994: Chae Ji-hoon ·
1998: Takafumi Nishitani ·
2002: Marc Gagnon ·
2006: Apolo Anton Ohno ·
2010: Charles Hamelin ·
2014: Viktor An ·
2018: Wu Dajing ·
2022: Shaoang Liu
2002: Apolo Anton Ohno ·
2006: Ahn Hyun-soo ·
2010: Lee Jung-su ·
2014: Charles Hamelin ·
2018: Lim Hyo-jun ·
2022: Hwang Dae-heon
1992: Kim, Lee, Mo, Song ·
1994: Carnino, Fagone, Herrnhof, Vuillermin ·
1998: Bédard, Campbell, Drolet, Gagnon ·
2002: Bédard, Gagnon, Guilmette, Tremblay, Turcotte ·
2006: Ahn, Lee, Seo, Song ·
2010: Bastille, Ch. Hamelin, F. Hamelin, Jean, Tremblay ·
2014: An, Grigorev, Jelistratov, Zacharov ·
2018: S. Liu, S.S. Liu, Knoch, Burján ·
2022: Ch. Hamelin, Dubois, Pierre-Gilles, Dion
- Système universitaire de documentation: 115575855
- Virtual International Authority File: 317274498
- WorldCat: E39PBJtH34yKF4hyVvT9rwYVmd